# Ertlgasse
Die Ertlgasse befindet sich im 1. Wiener Gemeindebezirk, der Inneren Stadt. Sie wurde 1894 nach Maria Anna von Ertl (1728–1801) benannt, die die Maria Anna von Ertl’sche Stiftung für angehende Rechtsanwälte begründet hatte.

## Geschichte

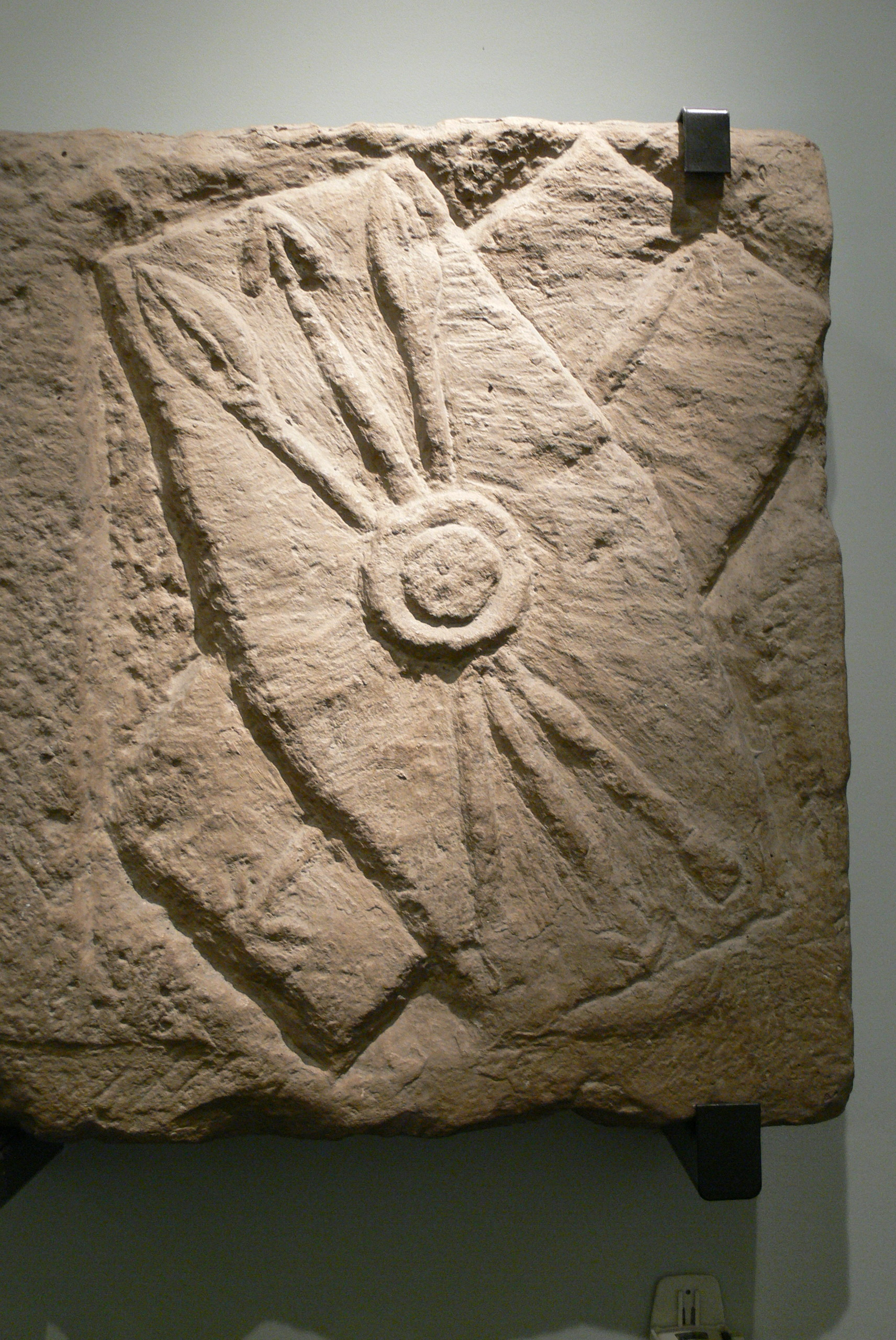
Waffenfries (1. Jh.), vermutlich vom Osttor des römischen Legionslagers

Das Gebiet der heutigen Ertlgasse lag auf jenem Areal, das in der Römerzeit zum Legionslager Vindobona gehört hatte – dem historischen Kern der Stadt. Archäologische Funde belegen, dass beim heutigen Haus Ertlgasse 3 das mit zwei Durchfahrten versehene Osttor (porta principalis dextra) stand. Hier endete auch die ca. 13 m breite via principalis, die von West nach Ost ausgerichtete Lagerhauptstraße. Von hier aus gelangte man in die Lagervorstadt (canabae legionis) und in weiterer Folge über den Wienfluss zur römischen Zivilsiedlung.
Im Mittelalter reichte die heutige Ertlgasse nur von der Rotenturmstraße bis zur Kramergasse und war zunächst namenlos. Seit 1710 ist die Bezeichnung Hutstoppergässel belegt, die sich auf den Beruf der Hutstopfer, die Hüte ausbesserten, bezog. 1827 rechnete man den kurzen, platzartigen Straßenabschnitt zur Kramergasse hinzu. Erst 1844 wurde zwischen den Parzellen Kramergasse 9 und 11 ein schmaler Durchgang zwischen Kramergasse und Bauernmarkt geschaffen, der den Namen Mariengasse erhielt. Er bezog sich auch schon auf Maria Anna von Ertl, die 1801 ihre Stiftung ins Leben gerufen hatte. Zu diesem Zwecke ließ sie das Ertl’sche Stiftungshaus (heute Ertlgasse 2) errichten, dessen Mieteinnahmen zur Förderung begabter, aber mittelloser Rechtsanwaltsanwärter dienten.
1862 wurde die Mariengasse um das einstige Hutstoppergässel erweitert. Seit 1894 heißt die Gasse Ertlgasse. Maria Anna von Ertl war eine gebürtige Irin (O’Malley) und die Witwe des Rektors der Wiener Universität, Johann Nepomuk von Ertl. Die von ihr ins Leben gerufene Stiftung besteht bis heute.

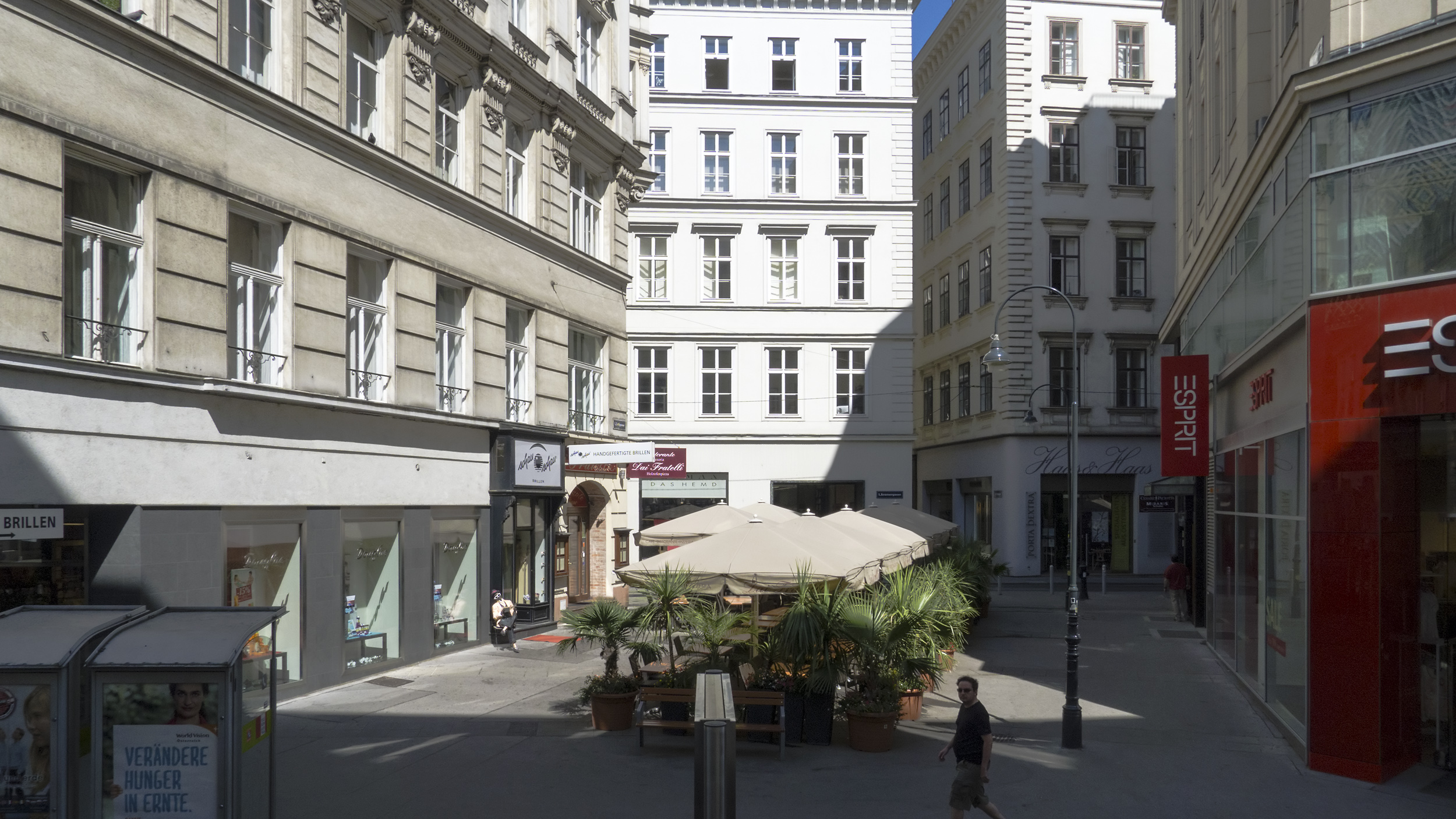
Ertlgasse von der Rotenturmstraße aus gesehen

## Lage und Charakteristik
Die kurze Gasse verläuft von der Rotenturmstraße in nordwestlicher Richtung bis zum Bauernmarkt. Sie besteht aus zwei deutlich erkennbaren Abschnitten, die die historische Entwicklung widerspiegeln. Der erste, ältere Abschnitt reicht von der Rotenturmstraße bis zur Kramergasse und trägt ein breites, platzartiges Gepräge. Der zweite, jüngere Abschnitt zwischen Kramergasse und Bauernmarkt hingegen bildet einen schmalen Durchgang zwischen zwei Häusern.
Die gesamte Ertlgasse ist eine Fußgängerzone. An ihr befinden sich mehrere Geschäfte, ein Restaurant und eine Galerie – der Lage im Stadtzentrum gemäß in gehobener Preislage. Die platzartige Einmündung von der Rotenturmstraße, die von einem sehr starken Fußgängerverkehr geprägt wird, führt auch viele Fußgänger, meist Touristen, in die Ertlgasse.
Die Gebäude an der Ertlgasse wurden alle im historistischen Baustil gestaltet.

## Gebäude

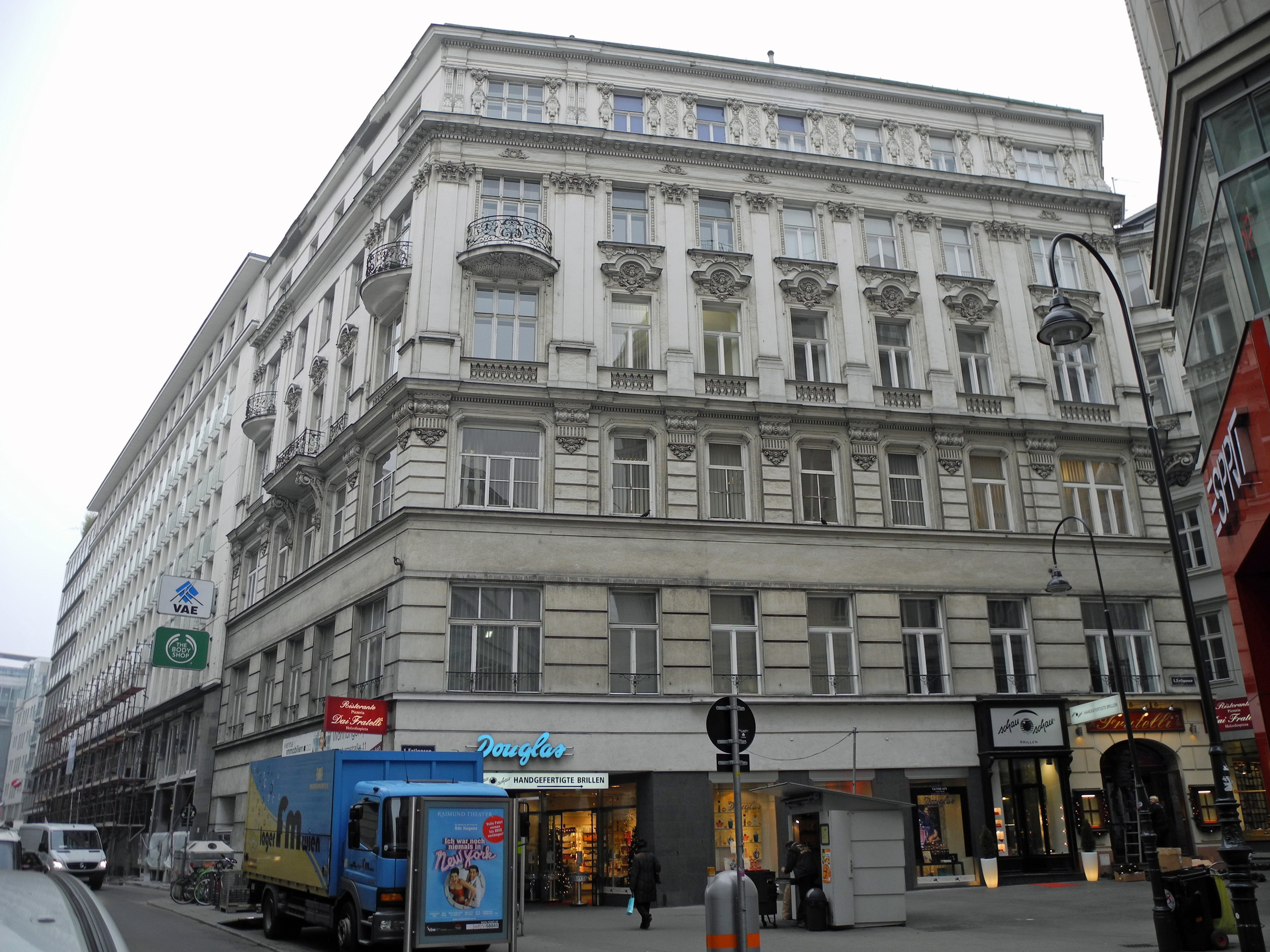
Ertlgasse 1 (1895)

### Nr. 1: Wohn- und Geschäftshaus
Das Gebäude zwischen Rotenturmstraße, Ertlgasse und Kramergasse steht an drei Seiten frei und wurde 1895 von Ludwig Richter in neobarocken Formen errichtet. Franz Klimscha veränderte 1963 die Sockelzone an der Rotenturmstraße durch die Schaffung einer Fußgängerpassage, die an das benachbarte Gebäude anschließt. Das Haus liegt an der Hauptadresse Rotenturmstraße 11.

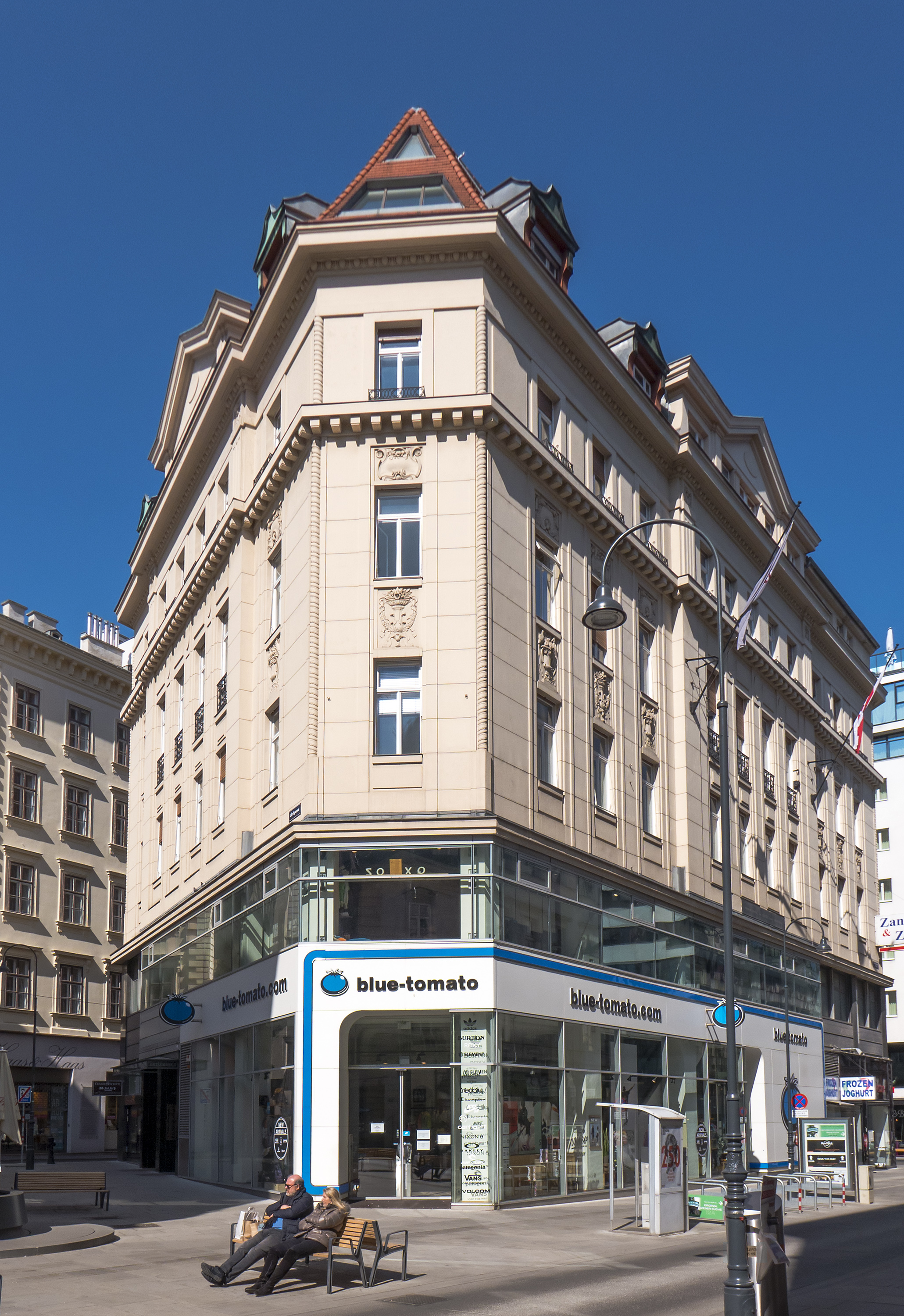
Ertlgasse 2 (1914)

### Nr. 2: Ertl'sches Stiftungshaus
Hier befanden sich ursprünglich zwei Häuser, die um 1700 in den Besitz von Johann Nikolaus Rückenbaum gelangten. 1746 vereinigte Franz Anton Ertl die Gebäude zu einem. Maria Anna von Ertl gründete 1801 die Maria Anna von Ertl’sche Stiftung und verfügte, die umliegenden Fleischbänke und Häuser abzureißen und stattdessen ein Stiftungshaus zu errichten. Das erste Haus, das Maria Anna von Ertl gestiftet hatte, wurde 1817 fertiggestellt und 1838–1839 von Joseph Kornhäusel durch einen Neubau ersetzt. Seit 1853 befindet sich in diesem Gebäude der Sitz der Rechtsanwaltskammer. 1913 wurde das heutige Haus von Ludwig Baumann in neoklassizistischen Formen errichtet und 1939 die Sockelzone von Hubert Gessner verändert.
Das völlig freistehende Gebäude liegt zwischen Ertlgasse, Rotenturmstraße, Lichtensteg und Kramergasse. Es besitzt abgeschrägte Ecken; der Sockel besteht aus steinplattenverkleideten Stehern und einer Stahl-Glaskonstruktion. Die Fassaden sind lisenengegliedert und zeigen dekorative, zuweilen figurale Relieffelder. Kräftige Kordongesimse umziehen alle vier Seiten. An der Hauptfassade in der Ertlgasse befindet sich ein übergiebelter Mittelrisalit, dessen Fensterbrüstungen Schmiedeeisengitter aufweisen. Im marmorverkleideten Stiegenhaus sind original schmiedeeiserne Geländer und Aufzugsgitter, Marmorböden, Türrahmungen aus Stuckmarmor, Türen mit intarsierten Blättern und gehämmerten Messingstürschildern, alles aus der Bauzeit, zu sehen.

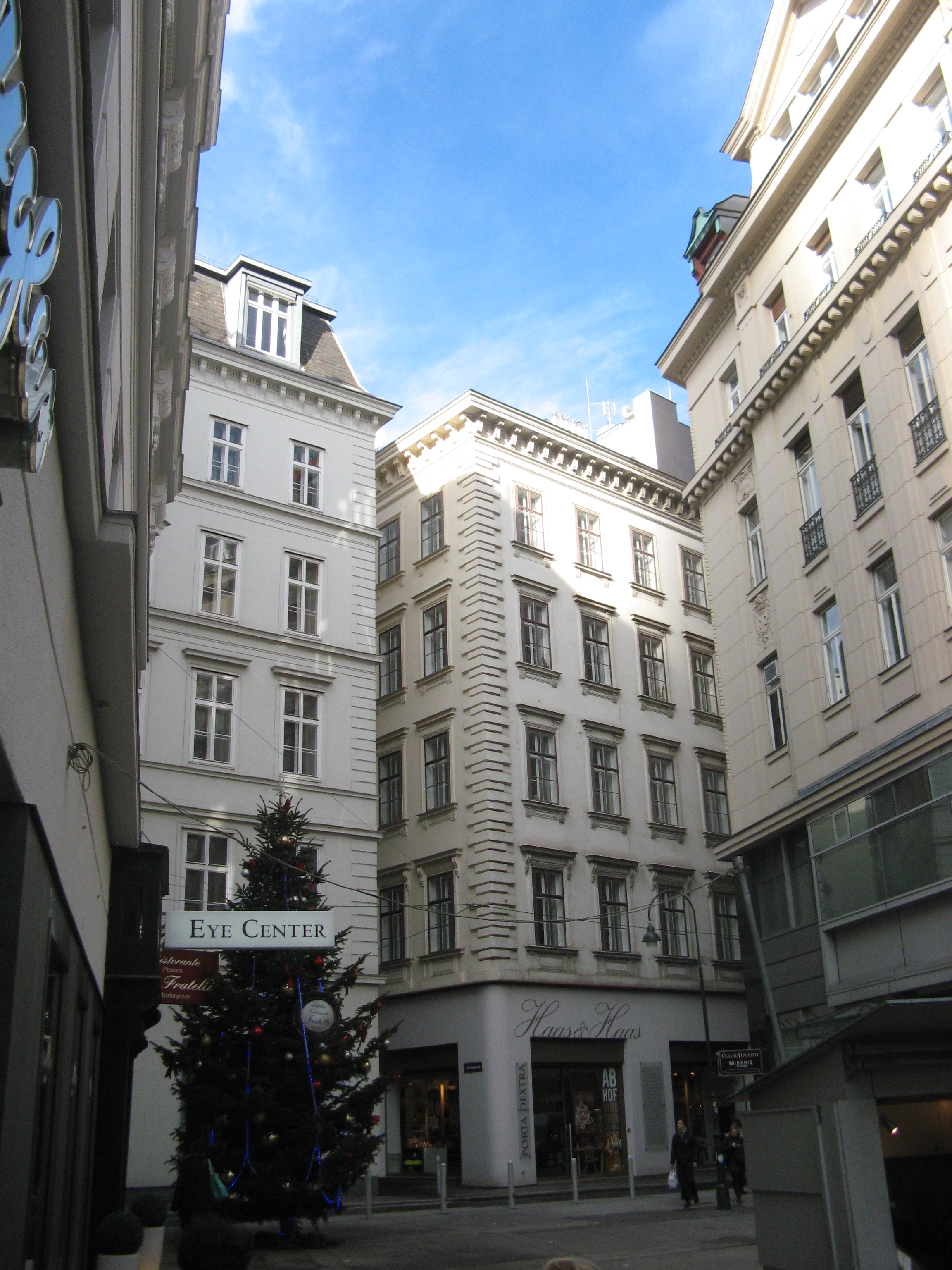
Ertlgasse 3 und 4 (1842)

### Nr. 3: Miethaus
Das dreiseitig freistehende Mietshaus zwischen Kramergasse, Ertlgasse und Bauernmarkt wurde 1842 von Josef Kastan im spätklassizistischen Stil erbaut. Rudolf Erdös hat 1914 Geschäftseinbauten in der Sockelzone vorgenommen. Das Haus liegt an der Hauptadresse Kramergasse 9.

### Nr. 4: Eckhaus
Das dreiseitig freistehende Haus zwischen Kramergasse, Ertlgasse und Bauernmarkt wurde 1842 von Franz Ram im frühhistoristischen Stil errichtet. Die Fassade des fünfgeschoßigen Gebäudes weist Ortsteinquaderungen und additiv gereihte Fenster mit geraden Verdachungen auf sowie ein kräftiges Konsolkranzgesims. Das Portal in der Ertlgasse ist pilastergerahmt und aus Holz. Im ovalen Foyer sind Windfangtüren mit Buntglasscheiben und originalen Beschlägen zu sehen. Die Wendeltreppe wird von einer Glaskuppel bekrönt, Geländer und Handlauf sind aus der Bauzeit, ebenso wie die Wohnungs- und Gangtüren. Die Pawlatschen im Lichthof sind verglast. Im Abgang zum zweigeschoßigen Keller mit Tonnen- und Halbtonnengewölben befindet sich ein Riesenquader, der wohl aus der Römerzeit stammt. Auch ein Brunnenschacht hat sich erhalten.